# Fernando Quiroz (médico)
Dr. Fernando Quiroz Gutiérrez, apodado «El Burro Quiroz» (n. Santa Cruz Ayotuxco, Municipio de Huixquilucan, Estado de México, México, 2 de mayo de 1889 — México, D. F., 29 de julio de 1966) fue un médico mexicano, autor de la famosa obra de medicina, el tratado de «Anatomía Humana», que se encuentra actualmente en su 43ᵃ edición.

## Biografía
Comienza algo de sus estudios primarios en su pueblo natal, para luego trasladarse a Toluca con el fin de estudiar su bachillerato en el Instituto Científico y Literario, en el cual estuvo inscrito de 1903 a 1907. Su hermano Marcos, que le siguió los pasos, llegó a ser destacado maestro de dicho instituto.
Estudió medicina en la Escuela de Medicina de la Ciudad de México, obteniendo su título de médico en 1911. Ese mismo año, participó en un concurso de oposición y obtuvo la cátedra de anatomía humana. Más tarde se traslada al Hospital Militar de México, donde se le otorgó el grado de Subteniente aspirante.
Como médico, se especializó en urología, realizó las primeras reparaciones de las estenosis uretrales trabajando al lado de Aquilino Villanueva. En 1944, escribe el libro «Anatomía Humana», distribuido en tres tomos y vigente hasta la fecha como libro de estudio en facultades de medicina mexicanas y de Latinoamérica. El pintor estadounidense Harold Winslow Allen, junto con el artista mexicano Pastor Velázquez, fueron los encargados de ilustar el libro en su primera edición. Esta obra es considerada el primer tratado de anatomía en México, y la primera edición es de 1945, también se afirma que Quiroz lo realizó después de cursar en varias oportunidades, la materia de anatomía en la Escuela de Medicina de la Universidad Nacional.
En 1955 fue catedrático de la Escuela de Medicina de la Universidad Autónoma del Estado de México. Por esos tiempos, su hijo, el doctor Fernando Quiroz Pavía, fundó el servicio de reumatología en el hospital Colonia de Ferrocarriles Nacionales de México.
En 1957 se fundó la Sociedad Mexicana de Anatomía (SMA), cuyo primer presidente fue su hijo.
Fue profesor de anatomía humana en la Escuela de Medicina, impartiendo clases a más de 55 generaciones de médicos mexicanos.
Debido a sus trabajos universitarios, se le concedió la Medalla Justo Sierra, así como la insignia Andrés Vesalio, entregada por la Sociedad Mexicana de Anatomía al celebrar 50 años como docente, imponiéndosela el Presidente de la República, Lic. Adolfo López Mateos y de hecho, fue la primera persona en recibir dicha presea cuya ceremonia tomó lugar en la celebración del Primer Congreso Nacional de Anatomía, en la Ciudad de México del 11 al 15 de septiembre de 1961.
Quiroz también organizó y dirigió la Sociedad Mexicana de Anatomía.
Su hijo, ya en el cargo de Secretario de la Sociedad Mexicana de Reumatología dirigió el I Congreso Nacional de Reumatología, inaugurado el 4 de mayo de 1962, mismo hecho que volvería a repetirse en la segunda edición del Congreso para 1964 (específicamente del 4 al 5 de marzo) en diferentes instituciones hospitalarias de la Ciudad de México. Más adelante, en 1967, su hijo realizaría estudios en torno a la inervación del tímpano.
En 1965, visita la Facultad de Medicina de Toluca, para examinar a los alumnos más sobresalientes.
Laborioso en sus últimos años, Quiroz participó en el Congreso de Anatomía con sede en México poco tiempo antes de fallecer, lo cual aconteció el 29 de julio de 1966.
En honor a él se nombró un hospital general del ISSSTE en la alcaldía Álvaro Obregón de la Ciudad de México, una escuela primaria en Huixquilucan, la Secundaria Oficial 867 de San Mateo Otzacatipan y un colegio de telesecundaria en Santa Cruz Ayotuzco, localidad de donde es originario. Así como también es probable que forme parte de un número creciente de topónimos de calles, avenidas, colonias, etc. a lo largo del país.
En 2007, se le rindió un homenaje póstumo junto con los también doctores Liberato Di Dio de Brasil, y Marilyn Zimny de Estados Unidos, los tres, fundadores de la Asociación Panamericana de Anatomía, en el XVI Congreso Panamericano de Anatomía, durante la semana del 23 al 27 de abril en la Universidad de Costa Rica.

## Legado
Como se mencionó anteriormente, destacó preparando nuevas generaciones de «galenos», y es por ello que muchos de sus alumnos le han rendido tributo a su obra en escritos propios.
Uno de sus alumnos más destacados fue el patólogo Ruy Pérez Tamayo, miembro de El Colegio Nacional, a quien impartió clases entre los años 1943-1949. Él lo recuerda de esta forma:

«Yo estaba feliz con mis trabajos nocturnos, que me parecían mucho más interesantes que las clases de anatomía, embriología e histología, que no sólo eran francamente aburridas sino que el profesor de la primera, a quien se conocía como el Burro Quiroz, era un pésimo profesor que exigía la memorización de los detalles más absurdos y minúsculos de cada uno de los 200 huesos del esqueleto humano, y era además agresivo y soez con nuestras compañeras de clase. Al poco tiempo de
todo esto yo también ya quería ser fisiólogo.»
— Palabras de Ruy Pérez Tamayo, médico cirujano tampiqueño, en recuerdo a Quiroz, en El Maestro Investigador y el Alumno Investigado

A continuación, se citan otras menciones:

«[...] Los estudiantes llamábamos con el insultante nombre del "Burro" a don Fernando Quiroz Gutiérrez, quien de tonto no tenía absolutamente nada. En mi tiempo de interno del Hospital General de la ciudad de México, tuve el honor de ayudarle a operar y durante el correr de tres horas disfruté de sus charla y de sus ocurrencias.

El maestro Quiroz era un hombre de esos que llaman abiertos: sencillo, muy simpático y con un gran sentido del humor. Su forma de ser, en ocasiones algo brusca, y aquella intimidad de muchos lustros con la anatomía, habían llenado su vida de anécdotas.
En su clase, cuando en la revisión de las regiones del cuerpo humano se llegaba al capítulo de órganos sexuales masculinos, el maestro, con no disimulada intención, acostumbraba pedirle a una de las alumnas que subiese al estrado y expusiera verbalmente el tema. En cierta ocasión la seleccionada fue una jovencita conocida por su timidez.
—A ver señorita, tenga usted la amabilidad de hablarnos acerca del pene.
—El pene profesor, es el órgano copulador masculino que mide 15 centímetros en reposo y 35 centímetros de largo, en erección.
—¿Cuánto dijo usted, señorita?
La alumna con cierto titubeo:
—Quince centímetros en reposo y 35 durante la erección, maestro.
—No señorita, repuso don Fernando, eso lo debe usted haber soñado, porque ya no se da; si acaso, en nuestros días pueda usted encontrar algunos superdotados entre los indios de la sierra de Chihuahua.
La muchacha, indignada, se bajó del estrado y en un acto de enternecedora solidaridad, todas las alumnas de la clase se levantaron de sus asientos y se dirigieron indignadas hacia la puerta del aula, con lo que se hizo un gran silencio, que tan sólo rompió la voz del doctor Quiroz, para exclamar:
—Señoritas, ¿dónde van con tanta premura?, el tren para Chihuahua no sale hasta las 11 de la mañana.

Anécdotas como ésta, le otorgaron el sobrenombre del "Burro" al doctor Fernando Quiroz Gutiérrez, que fue uno de aquellos maestros que le confirieron personalidad propia a los estudios de nuestra Escuela de Medicina, durante los años cuarenta y cincuenta de nuestro siglo.»
— Vicente Guarner, en su libro Murmullos en el ático: ensayos y leyendas.

«El proceso de formación de maestros en la Escuela Nacional de Odontología se daba de acuerdo con una antigua tradición; en esa época no existía la estructura adecuada para la formación del personal académico, sin embargo, el profesorado era de la más alta preparación, eran catedráticos en su asignatura, entre las que podemos mencionar algunos, como los doctores José Luis Legarreta, Francisco Martín Sánchez, Ernesto Bustamante, Rafael Ayala E., Fernando Quiroz, [...]»
— Libro Nuestos maestros, capítulo "Hermilo López Morales".

Inclusivemente, existe también un chiste popular, que involucra a «El Burro Quiroz», el cual es el siguiente: 

El Burro Quiroz
"Siendo estudiante de medicina el Dr. Quiroz apodado "El Burro", al salir de clases le dijo a su compañero:
Vamos a echarnos unas frías.
Su maniático compañero le respondió:
¡Ya cerraron el anfiteatro, Burro!"
 Chiste popular, versión adaptada de BuenHumor.com